# Explorers (scouting)
De Explorers zijn een speltak binnen Scouting Nederland. De speltak is voor jongens en meiden in de leeftijdscategorie van 15 tot en met 18 jaar. Voorheen was de speltak opgedeeld in Rowans en Sherpa's, voor respectievelijk jongens en meisjes. De afkortingen R&S (Rowans & Sherpa's) en RSA (Rowans en Sherpa's Afdeling) komen hiervan, maar deze worden door Scouting Nederland niet langer gehanteerd. De termen worden door sommige scoutinggroepen echter nog wel gebruikt. De explorers worden geacht om, in tegenstelling tot de scouts, hun eigen programma te kunnen maken en ook uitvoeren en zijn zelfstandiger. Ze hebben dan ook geen leiding, maar begeleiding.
De explorers dragen tijdens hun opkomst een uniform, bestaande uit een donkerrode (brique) blouse en een das, die om de nek wordt gedragen. De blousekleur is specifiek voor de speltak. Bij waterscouting wordt vaak een blauwe blouse gedragen. De das heeft kleuren en een patroon dat kenmerkend is voor de scoutinggroep.
Tijdens de opkomsten mag een zelfgemaakt programma gedraaid worden. De begeleiding heeft bij de opkomsten een sturende functie als het nodig is.